# Дискография Godsmack
Godsmack — американская рок-группа, сформированная в 1995 году вокалистом Салли Эрной и бас-гитаристом Робби Мерриллом. Группа выпустила 7 студийных альбомов, 1 мини-альбом, 1 концертный альбом, 31 сингл, 3 видеоальбома, 2 сборника и 19 видеоклипов. Эрна и Меррилл наняли друга и гитариста Ли Ричардса и барабанщика Томми Стюарта, чтобы сформировать полноценный состав группы. В 1996 году Ричардс покинул коллектив и его заменил Тони Ромбола. В 1998 году Godsmack выпустили свой одноимённый дебютный альбом, перезаписаную версию демо All Wound Up. Альбом был выпущен лейблами Universal Records и Republic Records и было продано 4 миллиона копий в Соединённых Штатах. Группа записала трек «Why», который был включён в альбом-саундтрек Any Given Sunday фильма 1999 года Каждое воскресенье. В 2000 году был выпущен второй студийный альбом группы Awake. Хотя альбом имел коммерческий успех, он не смог опередить Godsmack по продажам. В 2002 году Стюарт покинул группу из-за личных разногласий и его заменил Шеннон Ларкин.
Faceless, третий студийный альбом группы, был выпущен в 2003 году и дебютировал на 1-м месте в американском чарте Billboard 200. В 2004 году Godsmack выпустили акустический мини-альбом под названием The Other Side. EP дебютировал на 5-м месте в Billboard 200 и был сертифицирован Американской ассоциации звукозаписывающих компаний как «золотой диск». Группа внесла записала трек «Bring It On» для футбольного матча Madden 2006 в 2005 году, этого трека нет ни в одном альбоме и сборнике. В 2006 году группа выпустила свой четвёртый студийный альбом IV. Он стал вторым альбомом группы, дебютировавшим на 1-м месте в Billboard 200, и сертифицирован как «золотой». После тура в поддержку IV, Godsmack выпустили сборник лучших хитов Good Times, Bad Times... Ten Years of Godsmack в 2007 году. Альбом включал все синглы Godsmack (за исключением «Bad Magick»), кавер-версию песни группы Led Zeppelin «Good Times Bad Times» и DVD с акустическим выступлением группы в House of Blues в Лас-Вегасе, штат Невада. Их пятый студийный альбом под названием The Oracle был выпущен 4 мая 2010 года. Альбом дебютировал на 1-м месте в Billboard 200; Godsmack стала одной из групп, у которой три альбома подряд дебютируют на 1-м месте в этом чарте, что было также совершено группами такими как Van Halen, U2, Metallica, Dave Matthews Band, Staind, Disturbed и Linkin Park.
Группа выпустила свой седьмой студийный альбом When Legends Rise 27 апреля 2018 года.

## Альбомы

### Студийные альбомы
| Godsmack                                                 | - Выпущен: 25 августа 1998 - Лейбл: Universal, Republic - Форматы: CD, CS, ЦД | 22 | —  | —  | — | —  | —  | —   | —  | —   | —   | - US: 4× Платиновый - CAN: Золотой    |
| Awake                                                    | - Выпущен: 31 октября 2000 - Лейбл: Universal, Republic - Форматы: CD, ЦД     | 5  | —  | 26 | 9 | 59 | —  | —   | 38 | —   | —   | - US: 2× Платиновый - CAN: Платиновый |
| Faceless                                                 | - Выпущен: 8 апреля 2003 - Лейбл: Universal, Republic - Форматы: CD, ЦД       | 1  | —  | —  | 9 | 70 | —  | 98  | 36 | —   | 154 | - US: Платиновый - CAN: Золотой       |
| IV                                                       | - Выпущен: 25 апреля 2006 - Лейбл: Universal, Republic - Форматы: CD, ЦД      | 1  | —  | 65 | 4 | 56 | —  | —   | —  | 100 | —   | - US: Золотой                         |
| The Oracle                                               | - Выпущен: 4 мая 2010 - Лейбл: Universal, Republic - Форматы: CD, ЦД          | 1  | —  | —  | 2 | 72 | 11 | —   | —  | —   | —   | - US: Золотой                         |
| 1000hp                                                   | - Выпущен: 5 августа 2014 - Лейбл: Universal, Republic - Форматы: CD, ЦД      | 3  | 65 | 62 | 2 | 66 | —  | —   | —  | 94  | —   |                                       |
| When Legends Rise                                        | - Выпущен: 27 апреля 2018 - Лейбл: BMG - Форматы: CD, ЦД                      | 8  | 55 | 12 | 6 | 21 | 32 | 153 | —  | 28  | —   |                                       |
| знак «—» означает, что альбом не достиг позиции в чарте. |                                                                               |    |    |    |   |    |    |     |    |     |     |                                       |

### Концертные альбомы
| Название        | Информация                                                            | Высшая позиция в чарте | Высшая позиция в чарте |
| Название        | Информация                                                            | US                     | CAN                    |
| --------------- | --------------------------------------------------------------------- | ---------------------- | ---------------------- |
| Live & Inspired | - Выпущен: 15 мая 2012 - Лейбл: Universal, Republic - Форматы: CD, ЦД | 19                     | 23                     |

### Сборники
| Название                                       | Информация                                                               | Высшая позиция в чарте |
| Название                                       | Информация                                                               | US                     |
| ---------------------------------------------- | ------------------------------------------------------------------------ | ---------------------- |
| Good Times, Bad Times... Ten Years of Godsmack | - Выпущен: 4 декабря 2007 - Лейбл: Universal, Republic - Форматы: CD, ЦД | 35                     |

### Видеоальбомы
| Название    | Информация                                                             | Сертификации                    |
| ----------- | ---------------------------------------------------------------------- | ------------------------------- |
| Live        | - Выпущен: 9 июля 2001 - Лейбл: Universal, Republic - Форматы: DVD     | - US: Золотой                   |
| Smack This! | - Выпущен: 9 апреля 2002 - Лейбл: Universal, Republic - Форматы: DVD   |                                 |
| Changes     | - Выпущен: 14 октября 2004 - Лейбл: Universal, Republic - Форматы: DVD | - US: Золотой - CAN: Платиновый |

### Мини-альбомы
| Название       | Информация                                                               | Высшая позиция в чарте | Сертификации  |
| Название       | Информация                                                               | US                     | Сертификации  |
| -------------- | ------------------------------------------------------------------------ | ---------------------- | ------------- |
| The Other Side | - Выпущен: 16 марта 2004 - Лейбл: Universal/Republic - Форматы: CD, SACD | 5                      | - US: Золотой |

## Синглы
| Песня | Год  | Высшая позиция в чарте | Высшая позиция в чарте | Высшая позиция в чарте | Высшая позиция в чарте | Высшая позиция в чарте | Высшая позиция в чарте | Высшая позиция в чарте | Высшая позиция в чарте | Высшая позиция в чарте | Сертификации     | Альбом                                       |
| Песня | Год  | US                     | US Alt.                | US Main. Rock          | US Rock                | AUS                    | CAN Alt.               | CAN Rock               | GER                    | NLD                    | Сертификации     | Альбом                                       |
| --- | ---- | ---------------------- | ---------------------- | ---------------------- | ---------------------- | ---------------------- | ---------------------- | ---------------------- | ---------------------- | ---------------------- | ---------------- | -------------------------------------------- |
| «Whatever» | 1998 | 116                    | 19                     | 7                      | ×                      | —                      | —                      | —                      | —                      | —                      |                  | Godsmack                                     |
| «Keep Away» | 1999 | —                      | 31                     | 5                      | ×                      | —                      | —                      | —                      | —                      | —                      |                  | Godsmack                                     |
| «Voodoo» | 1999 | 102                    | 6                      | 5                      | ×                      | —                      | —                      | —                      | —                      | —                      | - US: Платиновый | Godsmack                                     |
| «Bad Religion» | 2000 | —                      | 32                     | 8                      | ×                      | —                      | —                      | —                      | —                      | —                      |                  | Godsmack                                     |
| «Awake» | 2000 | 101                    | 12                     | 1                      | ×                      | —                      | ×                      | ×                      | —                      | —                      |                  | Awake                                        |
| «Greed» | 2000 | 123                    | 28                     | 3                      | ×                      | —                      | ×                      | ×                      | —                      | —                      |                  | Awake                                        |
| «Bad Magick» | 2001 | —                      | 28                     | 12                     | ×                      | —                      | ×                      | ×                      | —                      | —                      |                  | Awake                                        |
| «I Stand Alone» | 2002 | 103                    | 20                     | 1                      | ×                      | 90                     | ×                      | ×                      | 96                     | 70                     | - US: Золотой    | The Scorpion King/Faceless                   |
| «Straight Out of Line» | 2003 | 73                     | 9                      | 1                      | ×                      | —                      | ×                      | ×                      | —                      | —                      |                  | Faceless                                     |
| «Serenity» | 2003 | 113                    | 10                     | 7                      | ×                      | —                      | ×                      | ×                      | —                      | —                      |                  | Faceless                                     |
| «Re-Align» | 2003 | —                      | 28                     | 3                      | ×                      | —                      | ×                      | ×                      | —                      | —                      |                  | Faceless                                     |
| «Running Blind» | 2004 | 123                    | 14                     | 3                      | ×                      | —                      | ×                      | ×                      | —                      | —                      |                  | The Other Side                               |
| «Touché» | 2004 | —                      | 33                     | 7                      | ×                      | —                      | ×                      | ×                      | —                      | —                      |                  | The Other Side                               |
| «Speak» | 2006 | 85                     | 10                     | 1                      | ×                      | —                      | ×                      | ×                      | —                      | —                      |                  | IV                                           |
| «Shine Down» | 2006 | —                      | 31                     | 4                      | ×                      | —                      | ×                      | 42                     | —                      | —                      |                  | IV                                           |
| «The Enemy» | 2006 | —                      | —                      | 4                      | ×                      | —                      | ×                      | 49                     | —                      | —                      |                  | IV                                           |
| «Good Times Bad Times» (кавер Led Zeppelin)                                                                                         | 2007 | 124                    | 28                     | 8                      | ×                      | —                      | ×                      | 46                     | —                      | —                      |                  | Good Times, Bad Times… Ten Years of Godsmack |
| «Whiskey Hangover» | 2009 | 102                    | 20                     | 1                      | 7                      | —                      | 23                     | 20                     | —                      | —                      |                  | The Oracle                                   |
| «Cryin' Like a Bitch» | 2010 | 74                     | 25                     | 1                      | 7                      | —                      | 26                     | 16                     | —                      | —                      | - US: Золотой    | The Oracle                                   |
| «Love-Hate-Sex-Pain» | 2010 | —                      | 24                     | 2                      | 5                      | —                      | —                      | 50                     | —                      | —                      |                  | The Oracle                                   |
| «Saints and Sinners» | 2011 | —                      | —                      | 25                     | 35                     | —                      | —                      | —                      | —                      | —                      |                  | The Oracle                                   |
| «Rocky Mountain Way» (кавер Joe Walsh)                                                                                              | 2012 | —                      | —                      | 5                      | 17                     | —                      | —                      | 30                     | —                      | —                      |                  | Live & Inspired                              |
| «1000hp» | 2014 | —                      | —                      | 1                      | 22                     | —                      | —                      | 15                     | —                      | —                      |                  | 1000hp                                       |
| «Something Different» | 2014 | —                      | —                      | 6                      | 38                     | —                      | —                      | 7                      | —                      | —                      |                  | 1000hp                                       |
| «What’s Next» | 2015 | —                      | —                      | 11                     | —                      | —                      | —                      | —                      | —                      | —                      |                  | 1000hp                                       |
| «Inside Yourself» | 2015 | —                      | —                      | 32                     | 27                     | —                      | —                      | —                      | —                      | —                      |                  | внеальбомный сингл                           |
| «Come Together» (кавер Beatles) | 2017 | —                      | —                      | 21                     | 11                     | —                      | —                      | —                      | —                      | —                      |                  | Live & Inspired                              |
| «Bulletproof» | 2018 | —                      | —                      | 1                      | 9                      | —                      | —                      | 10                     | —                      | —                      | - US: Gold       | When Legends Rise                            |
| «When Legends Rise» | 2018 | —                      | —                      | 1                      | 13                     | —                      | —                      | 9                      | —                      | —                      |                  | When Legends Rise                            |
| «Under Your Scars» | 2019 | —                      | —                      | 1                      | 6                      | —                      | —                      | 43                     | —                      | —                      |                  | When Legends Rise                            |
| «Unforgettable» | 2020 | —                      | —                      | 1                      | 16                     | —                      | —                      | 31                     | —                      | —                      |                  | When Legends Rise                            |
| «—» обозначает, что альбом не достиг позиции в чарте. «×» обозначает периоды, когда чарты не существовали или не были архивированы. |      |                        |                        |                        |                        |                        |                        |                        |                        |                        |                  |                                              |

## Видеоклипы
| Год  | Песня                  | Режиссёр(ы)              |
| ---- | ---------------------- | ------------------------ |
| 1998 | «Whatever»             | Майкл Альперович         |
| 1999 | «Keep Away»            | Питер Кристоферсон       |
| 1999 | «Voodoo»               | Дин Карр                 |
| 2000 | «Awake»                | Трой Смит                |
| 2001 | «Greed»                | Трой Смит & Салли Эрна   |
| 2002 | «I Stand Alone»        | Братья Страус            |
| 2003 | «Straight Out of Line» | Дин Карр                 |
| 2003 | «Serenity»             | Салли Эрна               |
| 2006 | «Speak»                | Уэйн Айшем               |
| 2007 | «Good Times Bad Times» | Рокки Шенк               |
| 2010 | «Cryin' Like a Bitch»  | Пол Харб                 |
| 2012 | «Rocky Mountain Way»   | Дэниэл Катулло           |
| 2012 | «Come Together»        | Иан Баррет               |
| 2014 | «1000hp»               | Трой Смит                |
| 2015 | «Something Different»  | Пэрис Висон              |
| 2018 | «Bulletproof»          | Трой Смит                |
| 2019 | «When Legends Rise»    | Салли Эрна & Пэрис Висон |
| 2019 | «Under Your Scars»     | Пэрис Висон              |
| 2020 | «Unforgettable»        | Но Берлоу                |

## Другие проявления
| Год  | Песня                         | Альбом                                     |
| ---- | ----------------------------- | ------------------------------------------ |
| 1999 | «Why»                         | Any Given Sunday                           |
| 2000 | «Sweet Leaf»                  | Nativity in Black II                       |
| 2000 | «Goin' Down»                  | Mission: Impossible 2                      |
| 2014 | «Turning to Stone (Acoustic)» | The Walking Dead: Songs of Survival Vol. 2 |